# Alegeri legislative în Norvegia, 2001
Alegerile generale pentru Parlamentul Norvegiei s-au ținut în 10 septembrie 2001. Partidul Muncitoresc a câștigat majoritatea voturilor și locurilor, urmată îndeaproape de Partidul Conservator. Partidul Muncitoresc nu a fost capabil să formeze un guvernământ și o cualiție de centru-dreapta cu Partidul Conservator, Partidul Oamenilor Creștini și Partidul Liberal au fost formate și conduse de Primul Ministru Kjell Magne Bondevik, al Partidului Creștin Democrat cu moțiunea de confidență și credite suportate de Partidul Progresist (Norvegia).

## Alegerile
Alegerile sunt indicate prin împărțirea voturilor în procentaje. Partidul Progresist a avut cele mai surprinzătoare schimbări în suport având achiziționate până la 34,7% în septembrie 2000, și în 2001 aproape scăzând până la 10% cel mai puțin. Partidul Muncitoresc și Partidul Conservator au variat de asemenea în suportul anilor de dinaintea alegerilor.